# The Fireman (banda)
The Fireman é um duo britânico formado pelos músicos Paul McCartney e Youth nos primeiros anos da década de 1990. O trabalho dos músicos varia entre o rock e experimentações eletrônicas, com três discos lançados. O mais recente é Electric Arguments (2008), primeiro a confirmar a identidade dos integrantes após anos de mistério e recebeu avaliações favoráveis da mídia especializada.

## Discografia
- Strawberries Oceans Ships Forest (1993)
- Rushes (1998)
- Electric Arguments (2008)